# Burt Lancaster
Burton Stephen Lancaster (Nueva York, 2 de noviembre de 1913-Los Ángeles, 20 de octubre de 1994), conocido como Burt Lancaster, fue un actor estadounidense, perteneciente al cine clásico de ese país. De fuerte atracción y energía, su apuesta figura fue sinónimo del hombre galán y rudo. Ganador de un premio Óscar y nominado en otras tres ocasiones, su prestigio interpretativo se acrecentó a partir de su colaboración en el cine europeo, especialmente en trabajos junto con Luchino Visconti.

## Primeros años

### Familia
Fue uno de los cinco hijos de James Henry Lancaster, un cartero, y de su esposa, Elizabeth Roberts, ama de casa. Creció en el Harlem oriental, el llamado Harlem Hispano. 

### Inicios como acróbata
En sus años en el Harlem, Lancaster pasaba muchas horas en la calle, donde desarrolló su interés y su habilidad por el ejercicio físico y la gimnasia. Más tarde, trabajó como acróbata de circo hasta que una lesión le obligó a abandonar la profesión. Durante la Segunda Guerra Mundial, actuó en espectáculos del ejército. 

### Debut junto con Ava Gardner
Aunque al principio la interpretación no le atraía, cuando volvió del servicio militar intentó ser actor y recibió una oferta para un papel en una obra teatral en Broadway. No tuvo éxito, pero un agente de Hollywood se fijó en él y le consiguió, en 1946, su primer papel cinematográfico, para la película Forajidos, junto con Ava Gardner. En esta ocasión, sí tuvo un éxito considerable, con el resultado de que al año siguiente protagonizó otras dos películas.
Lancaster fue un actor autodidacta que se hizo a pulso, intentando superarse en cada una de sus interpretaciones, y aprovechó su buena apariencia física para abrirse paso en el ambiente hollywoodiense. Al principio, los papeles que interpretó fueron predominantemente personajes de carácter rudo y directo que encajaban bien con su personalidad.

### Apogeo
A partir de entonces, apareció en numerosas producciones, desde dramáticas y de intriga, hasta bélicas y de aventuras. En varias de sus películas de aventuras, que alcanzaron un gran éxito de taquilla, como El halcón y la flecha o El temible burlón, le acompañó en el reparto su amigo de la infancia y compañero del circo Nick Cravat, también un gran acróbata, y que solía representar personajes mudos, posiblemente debido a que su marcado acento de Brooklyn no entonaba demasiado con las épocas en las que se desarrollaban los argumentos de sus películas.
A mitad de la década de 1950, desafió su propia capacidad de interpretación, y comenzó a aceptar papeles cada vez más exigentes y variados.
En la mayoría de ellos, el actor autodidacta, obtuvo un gran reconocimiento del público y de los profesionales del medio. De esta forma se convirtió en estrella de cine y uno de los grandes actores clásicos de su tiempo, participando en películas que pasaron a ser clásicos del cine como De aquí a la eternidad (1953) del director Fred Zinnemann, Veracruz (1954) de Robert Aldrich, Duelo de titanes (1957) del director John Sturges, Elmer Gantry (1960) del director Richard Brooks, y El gatopardo (1963) del director Luchino Visconti. En esa década brilló especialmente en los filmes clásicos Siete días de mayo (1964), sobre la desarticulación de un golpe de Estado en EE. UU., y El nadador (1968), un filme simbolista sobre un fracasado que adapta una obra maestra del llamado Chéjov de los suburbios, John Cheever.

### Premios: Óscar y otros
Recibió en 1960 el Óscar al mejor actor principal, por su papel en Elmer Gantry, por el que también fue galardonado con un Globo de Oro y el premio del Círculo de Críticos de Cine de Nueva York.
Fue nominado al Óscar al mejor actor por otras tres películas. La primera, De aquí a la eternidad, en 1953, del director Fred Zinnemann, en la que realiza con Deborah Kerr una escena de beso apasionado, tendidos en bañador en una playa, la cual se consideró muy erótica para los estándares de la época. La segunda fue El hombre de Alcatraz, en 1962, del director John Frankenheimer, y la tercera Atlantic City, en 1980, del director Louis Malle.

### Últimos años

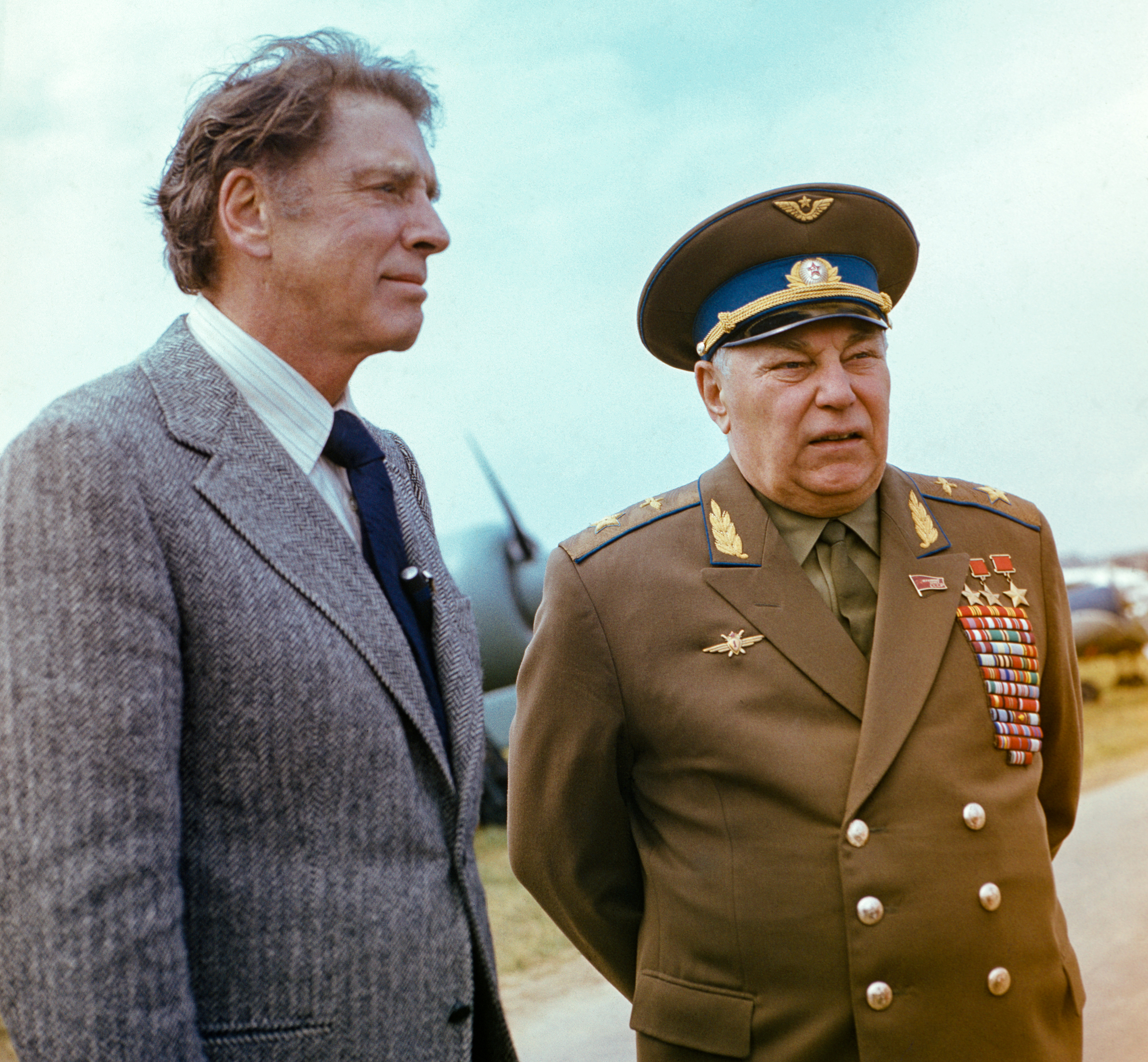
Burt Lancaster con el piloto de caza soviético Aleksandr Pokrishkin durante el rodaje del documental "La Guerra Desconocida", episodio 9, Guerra en el Aire. Moscú, URSS, 1978.

En una época más avanzada de su carrera, Lancaster abandonó las películas de acción al hacerse más madura su apariencia y se concentró en interpretar papeles de personajes distinguidos, lo cual aumentó aún más su prestigio. Fue un competidor actoral de Kirk Douglas y Marlon Brando.
En los años sesenta y setenta, trabajó en varias producciones europeas con directores como Luchino Visconti o Bernardo Bertolucci. Interesado en papeles exigentes, estuvo dispuesto en más de una ocasión a trabajar por una compensación económica muy por debajo de la habitual si el guion y el director le parecían interesantes. Incluso ayudó a financiar con su propio dinero películas que consideraba de un especial valor artístico. 
También produjo algunas películas del incipiente cine independiente, ayudando a directores como Sydney Pollack o John Frankenheimer a consolidarse en el mundo del cine. Asimismo, apareció en varias películas producidas para la televisión.
En 1979, sufrió su primer ataque cardíaco mientras rodaba las primeras escenas de La leyenda de Bill Doolin. A pesar de esto, siguió trabajando durante toda la década de los 80 tanto en el cine como en la televisión.
En noviembre de 1990, poco después de acabar el rodaje de su última película, sufrió un infarto masivo que le dejó incapacitado. A partir de ese momento, se aisló socialmente incluso de sus amigos, a quienes no dejaba que lo visitaran y solo les permitía el contacto telefónico. Una actriz y amiga suya que deseaba verlo fue rechazada por Lancaster al teléfono con el siguiente mensaje:

Deseo que me recuerdes como tú me conociste y no que veas en lo que me he convertido.

## Vida privada y fallecimiento
Fue una persona muy celosa de su intimidad. Estuvo casado en tres ocasiones. Su primer matrimonio fue con June Ernst, de 1935 a 1946. Su segundo matrimonio (1946-1969) fue con Norma Anderson, una antigua acróbata como él, con quien tuvo cuatro hijos y adoptaron otro. Lancaster tuvo fama de mujeriego, lo que provocó el divorcio de Anderson en 1969. Se casó con su tercera esposa, Susan Martin, en 1990 ya en el ocaso de su vida; ella lo acompañó hasta su muerte.
A medida que se fue haciendo mayor, su corazón comenzó a fallar, lo que le impidió seguir desarrollando su actividad profesional con normalidad. A finales de ese mismo año de 1990, sufrió un ataque de apoplejía que lo dejó mudo y tuvo que someterse a una operación a corazón abierto. Más tarde, un segundo ataque cerebral le obligó a usar silla de ruedas, quedando parcialmente paralítico. 
Falleció en 1994, en su casa de Los Ángeles, de un infarto de miocardio. Sus restos se encuentran en el Cementerio Westwood Village Memorial Park de Los Ángeles, California.
Fue un defensor de minorías y apoyó económicamente la creación de grupos liberales, lo que hizo crecer el rumor de su posible militancia comunista cuando se opuso al macartismo. Más tarde en su vida fue un opositor a la guerra de Vietnam. Siendo defensor de los derechos de los homosexuales, se incorporó a la lucha contra el sida en 1985, cuando su amigo Rock Hudson contrajo la enfermedad.
Algunos biógrafos recientes aseguran que Lancaster era bisexual, y mantuvo relaciones sentimentales tanto con hombres como con mujeres.
Según el testimonio de Kate Buford en su libro Burt Lancaster: An American Life, Lancaster ya famoso demostró lealtad a su familia y a sus amigos del pasado, conservando hasta el final de sus días a sus antiguos amigos de la infancia del East Harlem.

## Filmografía
- The Killers (1946)
- La hija del pecado (1947)
- Fuerza bruta (1947)
- Sangre en las manos (1948)
- Voces de muerte (1948)
- Todos eran mis hijos (1948)
- Al volver a la vida (1948)
- Soga de arena (1949)
- El abrazo de la muerte (1949)
- El caso 880 (1950)
- El halcón y la flecha (1950)
- Diez valientes (1951)
- Jim Thorpe, el declive de un campeón (1951)
- El valle de la venganza (1951)
- Vuelve, pequeña Sheba (1952)
- The Crimson Pirate (1952)
- Three Sailors and a Girl (1953)
- De aquí a la eternidad (1953)
- Huracán de emociones (1953)
- Vera Cruz (1954)
- Apache (1954)
- Su majestad de los mares del Sur (1954)
- La rosa tatuada (1955)
- El hombre de Kentucky (1955)
- El farsante (1956)
- Trapecio (1956)
- Sweet Smell of Success (1957)
- Duelo de titanes (1957)
- Mesas separadas (1958)
- Torpedo (1958)
- El discípulo del diablo (1959)
- El fuego y la palabra (1960)
- Los que no perdonan (1960)
- Vencedores o vencidos (1961)
- Los jóvenes salvajes (1961)
- El hombre de Alcatraz (1962)
- El último de la lista (1963)
- El gatopardo (1963)
- Ángeles sin paraíso (1963)
- El tren (1964)
- Siete días de mayo (1964)
- La batalla de las colinas del whisky (1965)
- Los profesionales (1966)
- Lo straniero (Luchino Visconti) (1967)
- El nadador (1968)
- Camino de la venganza (1968)
- Los temerarios del aire (1969)
- Castle Keep (1969)
- Aeropuerto (1970)
- Valdez is Coming (1971)
- Lawman (1971)
- La venganza de Ulzana (1972)
- Acción ejecutiva (1973)
- Scorpio (1973)
- Gruppo di famiglia in un interno (1974)
- El hombre de la medianoche (1974)
- El puente de Cassandra (1976)
- Novecento (1976)
- Buffalo Bill y los indios (1976)
- La isla del Dr. Moreau (1977)
- Alerta: Misiles (1977)
- La patrulla (1978)
- Amanecer zulú (1979)
- Atlantic City (1980)
- La piel (1981)
- La leyenda de Bill Doolin (1981)
- The Osterman Weekend (1983)
- Un tipo genial (1983)
- Pequeño tesoro (1985)
- Tough Guys (1986)
- Project (1987)
- Rocket Gibraltar (1988)
- El taller del orfebre (1989)
- Campo de sueños (1989)
- El fantasma de la ópera (1990)

Además, actuó en aproximadamente una docena de producciones para la televisión entre 1974 y 1991.

## Premios y distinciones
Premios Óscar
| Año  | Categoría            | Película               | Resultado |
| ---- | -------------------- | ---------------------- | --------- |
| 1954 | Oscar al mejor actor | De aquí a la eternidad | Nominado  |
| 1961 | Oscar al mejor actor | El fuego y la palabra  | Ganador   |
| 1963 | Oscar al mejor actor | El hombre de Alcatraz  | Nominado  |
| 1982 | Oscar al mejor actor | Atlantic City          | Nominado  |

Globos de Oro
| Año  | Categoría           | Película                | Resultado |
| ---- | ------------------- | ----------------------- | --------- |
| 1956 | Mejor actor - Drama | El farsante             | Nominado  |
| 1960 | Mejor actor - Drama | El fuego y la palabra   | Ganador   |
| 1962 | Mejor actor - Drama | El hombre de Alcatraz   | Nominado  |
| 1980 | Mejor actor - Drama | Atlantic City           | Nominado  |
| 1990 | Mejor actor - Drama | El fantasma de la ópera | Nominado  |

Festival Internacional de Cine de Venecia
| Año  | Categoría                 | Película              | Resultado |
| ---- | ------------------------- | --------------------- | --------- |
| 1962 | Copa Volpi al mejor actor | El hombre de Alcatraz | Ganador   |

Festival Internacional de Cine de Berlín
| Año  | Categoría                                        | Película | Resultado |
| ---- | ------------------------------------------------ | -------- | --------- |
| 1956 | Oso de Plata a la mejor interpretación masculina | Trapecio | Ganador   |

Festival Internacional de Cine de San Sebastián
- Premio Donostia del Festival de San Sebastián, ganador.

## En la cultura popular
El dibujante de cómics Enrique Villagrán, quien firmaba bajo el seudónimo de Gómez Sierra, se inspiró en el rostro de Burt Lancaster para la creación estética del personaje de Mike Nolan, un mecánico inglés y uno de los protagonistas principales de la serie de historietas Los aventureros, escrita por Robin Wood y Armando Fernández para la editorial Columba en los setenta y ochenta.
El disco de Hombres G La cagaste… Burt Lancaster está nombrado en su persona.